# Sergei Wladimirowitsch Dikowski
Sergei Wladimirowitsch Dikowski, russisch Сергей Владимирович Диковский (* 1. Märzjul. / 14. März 1907greg. in Moskau; † 6. Januar 1940 bei Suomussalmi) war ein russisch-sowjetischer Schriftsteller.

## Leben
Dikowskis Werke erschienen erstmals 1925. In seinen Abenteuer- und Kriegserzählungen beschreibt er vor allem den Heldenmut der Sowjetmenschen.
Er selbst nahm an den Kämpfen um die Chinesische Ostbahn (1929) und am Sowjetisch-Finnischen Winterkrieg (1939–1940) teil. Er fiel im Gefecht.

## Werke in deutscher Übersetzung
- Der Kommandant der Vogelinsel. Verlag Kultur und Fortschritt, Berlin 1952 und Verlag Neues Leben 1964 (Комендант Птичьего острова, 1939).
- Das Ende der „Sagu-Maru“. Verlag Kultur und Fortschritt, Berlin 1952 (Конец «Саго Мару», 1938).
- Beri-Beri und andere Erzählungen aus dem fernöstlichen Grenzgebiet. Kiepenheuer, Weimar 1953 (Бери-Бери, 1939).
- Der Tod auf dem Leuchtturm. Verlag, Kultur und Fortschritt, Berlin 1954 (На маяке, 1938).
- Die Abenteuer des Kutters „Smely“. Verlag Neues Leben, Berlin 1952 und 1964 (Приключения катера «Смелый», 1938).